# Jettingen-Scheppach
Jettingen-Scheppach est une commune de Bavière. Elle est le lieu natal de Claus Schenk von Stauffenberg.

## Patrimoine architectural
- Château de Jettingen, berceau des Schenk von Stauffenberg